# Bahnhöfe im Landkreis Weißenburg-Gunzenhausen
Die Liste enthält die Bahnhöfe im Landkreis Weißenburg-Gunzenhausen.

## Geografische und topografische Lage
Zum Landkreis Weißenburg-Gunzenhausen gehören Teile von Altmühlfranken und dem Fränkischen Seenland. Das obere Altmühltal mit seinen Seitentälern und das Fränkische Seenland teilt sich der Landkreis Weißenburg-Gunzenhausen mit den Landkreisen Ansbach und Roth. Das Gebiet liegt im Süden des bayerischen Regierungsbezirks Mittelfranken. Die Topografie weist weitere Talabschnitte (Altmühl-, Rezattal) auf und hat auch  Mittelgebirgscharakter (Mönchswald, Hahnenkamm und Jura). Die Bahntrassen südlich von Ansbach sowie südlich von Treuchtlingen weisen erhebliche Steigungen auf, für die Rampen, Durchbrüche, Brücken oder Tunnel angelegt wurden.

## Bahnhöfe und Haltepunkte

### Abschnitt Muhr am See–Treuchtlingen
| Bahnhof              | Bild | Beschreibung |
| -------------------- | ---- | --- |
| Muhr am See          |      | - Haltepunkt (ehemals Bahnhof) an der Strecke Treuchtlingen–Würzburg - Bis 1976 hieß der Ort noch Altenmuhr, so auch der Name des erst 1867 eröffneten Bahnhofs. - Zwei durchgehende Hauptgleise (frühere Gleise teilweise abgebaut) - Preisklasse 6, RL100-Kürzel: NMS, Strecke(n): 5321 Treuchtlingen–Würzburg Hbf (km 29,63), Betriebsstellenart: Haltestelle |
| Gunzenhausen         |      | - Trennungsbahnhof für die Strecken Treuchtlingen–Würzburg und Nördlingen–Pleinfeld - Eröffnung 1. Oktober 1849 - Drei durchgehende Hauptgleise, zwei Überholgleise und Nebengleise (frühere Gleise teilweise abgebaut) - Ehemalige Bahnbetriebswerks-Außenstelle - Personen- und Güterbedienung - Preisklasse 4, RL100-Kürzel: NPLF, Strecke(n): 5320 Treuchtlingen–Nürnberg Hbf (km 18,13) 5330 Nördlingen–Pleinfeld (km 56,30), Betriebsstellenart: Bahnhof |
| Windsfeld-Dittenheim |      | - Betriebsbahnhof an der Strecke Treuchtlingen–Würzburg, ehemals Personen- und Güterverkehr (Verladebahnhof Bundeswehr), wird von Gunzenhausen ferngesteuert - Eröffnung 2. Oktober 1869, Bedienung im Personenverkehr endete 1978, die im Güterverkehr 2004 - Zwei durchgehende Hauptgleise und ein Überholgleis (frühere Gleise teilweise abgebaut) - ehem. große zweigleisige Rampe (eine Kopf- und eine Kopf-/Seitenladerampe) Zur Verladung von Panzern für Militärtarsporte aus der etwa zehn Kilometer entfernten Hahnenkamm-Kaserne (geschlossen am 31. März 2004) bei Heidenheim - Preisklasse -, RL100-Kürzel: NWD, Strecke(n): 5321 Treuchtlingen–Würzburg Hbf (km 15,18), Betriebsstellenart: - |
| Ehlheim              |      | - Stillgelegter Haltepunkt an der Strecke Treuchtlingen–Würzburg - Eröffnung 1869, aufgelöst 1978 - Zwei durchgehende Hauptgleise - Preisklasse -, RL100-Kürzel: -, Strecke(n): 5321 Treuchtlingen–Würzburg Hbf (km 11,34), Betriebsstellenart: - |
| Markt Berolzheim     |      | - Stillgelegter Bahnhof an der Strecke Treuchtlingen–Würzburg - Eröffnung 2. Oktober 1869, Personenverkehr endete 1978, Güterverkehr 1993, Bahnhof aufgelöst 1993 - Zwei durchgehende Hauptgleise (frühere Gleise teilweise abgebaut) - Preisklasse -, RL100-Kürzel: NMZ, Strecke(n): 5321 Treuchtlingen–Würzburg Hbf (km 8,03), Betriebsstellenart: Ausweichanschlussstelle |
| Wettelsheim          |      | - Stillgelegter Bahnhof an der Strecke Treuchtlingen–Würzburg - Eröffnung 2. Oktober 1869, Einstellung des Personenverkehrs 1978, Bahnhof aufgelöst 1993 - Zwei durchgehende Hauptgleise (frühere Gleise teilweise abgebaut) - Preisklasse -, RL100-Kürzel: NWET, Strecke(n): 5321 Treuchtlingen–Würzburg Hbf (km 3,96), Betriebsstellenart: Anschluss |
| Treuchtlingen        |      | - Trennungsbahnhof für die Strecken Treuchtlingen–Würzburg, München–Treuchtlingen, Donauwörth–Treuchtlingen und Treuchtlingen–Nürnberg - Eröffnung 2. Oktober 1869 - Vier durchgehende Hauptgleise, 16 Überholgleise sowie Nebengleise (frühere Gleise teilweise abgebaut) - ehemaliges Bahnbetriebswerk - zukünftiger Hinterstellbahnhof für Ingolstadt - Preisklasse 3, RL100-Kürzel: MTL, Strecke(n): 5310 Donauwörth–Treuchtlingen (km 34,55), 5320 Treuchtlingen–Nürnberg (km 0,0), 5321 Treuchtlingen–Würzburg (km 0,0), 5501 München–Treuchtlingen (km 136,77), Betriebsstellenart: Bahnhof |

### Abschnitt Cronheim–Gunzenhausen–Pleinfeld
| Bahnhof                 | Bild | Beschreibung |  |
| ----------------------- | ---- | --- |  |
| Cronheim                |      | - Bahnhof an der Strecke Nördlingen–Pleinfeld - Eröffnung 1849 - Ein durchgehendes Hauptgleis (frühere Gleise teilweise abgebaut) - Preisklasse -, RL100-Kürzel: MCRO, Strecke(n): 5330 Nördlingen–Pleinfeld (km 31,55), Betriebsstellenart: - |  |
| Unterwurmbach           |      | - Haltepunkt an der Strecke Nördlingen–Pleinfeld - Eröffnung 2024 |  |
| Gunzenhausen siehe oben |      | |  |
| Langlau                 |      | - Bahnhof (zwischenzeitlich Haltepunkt) an der Strecke Nördlingen–Pleinfeld - Eröffnung 1865, Empfangsgebäude steht unter Denkmalschutz - Seit 2024 wieder zweigleisiger Kreuzungsbahnhof, zuvor ein durchgehendes Hauptgleis (Nebengleis zum ehemaligen Munitionsdepot sowie frühere Kreuzungsmöglichkeit abgebaut) - Preisklasse 7, RL100-Kürzel: NLGU, Strecke(n): 5330 Nördlingen–Pleinfeld (km 47,27), Betriebsstellenart: Haltestelle |  |
| Ramsberg                |      | - Haltepunkt an der Strecke Nördlingen–Pleinfeld - Eröffnung 1888 - Ein durchgehendes Hauptgleis - Preisklasse 7, RL100-Kürzel: NRAB, Strecke(n): 5330 Nördlingen–Pleinfeld (km 52,25), Betriebsstellenart: Haltestelle |  |
| Pleinfeld               |      | - Trennungsbahnhof für die Strecken Treuchtlingen–Nürnberg und Nördlingen–Pleinfeld - Eröffnung 1. Oktober 1849 - Drei durchgehende Hauptgleise, zwei Überholgleise und Nebengleise (frühere Gleise teilweise abgebaut) - Preisklasse 4, RL100-Kürzel: NPLF, Strecke(n): 5320 Treuchtlingen–Nürnberg Hbf (km 18,13), 5330 Nördlingen–Pleinfeld (km 56,30), Betriebsstellenart: Bahnhof                                                      |  |

### Abschnitt Pleinfeld–Gundelsheim
| Bahnhof                  | Bild | Beschreibung |
| ------------------------ | ---- | --- |
| Pleinfeld siehe oben     |      | |
| Ellingen                 |      | - Haltepunkt (ehemals Bahnhof) an der Strecke Treuchtlingen–Nürnberg - Eröffnung 2. Oktober 1869 - Zwei durchgehende Hauptgleise (frühere Nebengleise abgebaut) - Preisklasse 5, RL100-Kürzel: NEL, Strecke(n): 5320 Treuchtlingen–Nürnberg Hbf (km 13,11), Betriebsstellenart: Haltestelle                                                                                 |
| Weißenburg               |      | - Bahnhof an der Strecke Treuchtlingen–Nürnberg - Eröffnung 2. Oktober 1869 - Zwei durchgehende Hauptgleise, ein Überholgleis (frühere Nebengleise teilweise abgebaut) - Preisklasse 5, RL100-Kürzel: NWG, Strecke(n): 5320 Treuchtlingen–Nürnberg Hbf (km 13,11), Betriebsstellenart: Bahnhof                                                                              |
| Grönhart                 |      | - Stillgelegter Bahnhof an der Strecke Treuchtlingen–Nürnberg - Eröffnung 1869, Auflösung: 1. Juni 1975 - Zwei durchgehende Hauptgleise - Unterwerk Grönhart während der Elektrifizierung der Strecke 1933 und 1935 errichtet - Preisklasse -, RL100-Kürzel: NGT/INGT, Strecke(n): 5320 Treuchtlingen–Nürnberg Hbf (km 3,85), Betriebsstellenart: Haltestelle und Unterwerk |
| Treuchtlingen siehe oben |      | |
| Möhren                   |      | - Stillgelegter Bahnhof an der Strecke Donauwörth–Treuchtlingen - Eröffnung 1906 - Zwei durchgehende Hauptgleise (frühere Gleise teilweise abgebaut) - Preisklasse -, RL100-Kürzel: -, Strecke(n): -, Betriebsstellenart: - |
| Gundelsheim              |      | - Stillgelegter Haltepunkt an der Strecke Donauwörth–Treuchtlingen - Eröffnung 1906 - Zwei durchgehende Hauptgleise - Preisklasse -, RL100-Kürzel: -, Strecke(n):-, Betriebsstellenart: - |

### Abschnitt Treuchtlingen–Solnhofen
| Bahnhof                  | Bild | Beschreibung |
| ------------------------ | ---- | --- |
| Treuchtlingen siehe oben |      | |
| Pappenheim               |      | - Haltepunkt (ehemals Bahnhof) an der Strecke München–Treuchtlingen - Eröffnung 12. April 1870 - Zwei durchgehende Hauptgleise (frühere Gleise teilweise abgebaut) - Stationssteckbrief der BEG: Link - Preisklasse 6, RL100-Kürzel: MPP, Strecke(n): 5501 München Hbf–Treuchtlingen (km 130,34), Betriebsstellenart: Haltestelle |
| Solnhofen                |      | - Bahnhof an der Strecke München–Treuchtlingen - Eröffnung 12. April 1870 - Zwei durchgehende Hauptgleise und ein Überholgleis (frühere Gleise teilweise abgebaut) - Stationssteckbrief der BEG: Link - Preisklasse 6, RL100-Kürzel: MSO, Strecke(n): 5501 München Hbf–Treuchtlingen (km 125,15), Betriebsstellenart: Bahnhof     |